# Werner Mattle
Werner Mattle (* 6. November 1949 in Oberriet) ist ein ehemaliger Schweizer Skirennfahrer. Seine grössten Erfolge gelangen ihm im Riesenslalom.
Der in Arosa aufgewachsene und für den Skiclub Arosa startende Mattle feierte seinen ersten und grössten Erfolg im Weltcup, als er am 24. Januar 1972 mit Startnummer 39 den Riesenslalom in Adelboden gewann. Kurz darauf nominierte der zu jener Zeit sehr erfolgreiche Schweizer Verband ihn zu den Olympischen Winterspielen 1972 in Sapporo. Dort gewann er die Bronzemedaille im Riesenslalom, in dem der Sieg an den Italiener Gustav Thöni ging. Da dieser Wettkampf in jenem Jahr gleichbedeutend mit der Weltmeisterschaft war, errang Mattle so auch die WM-Bronzemedaille. 1972 wurde er auch Schweizer Meister im Riesenslalom. Seinen überraschenden Weltcupsieg konnte Mattle nie wiederholen, auch unter die besten zehn schaffte er es später nur noch zweimal, als Zehnter des Riesenslaloms von Pra-Loup im März 1972 und danach erst wieder drei Jahre später als Dritter des Riesenslaloms in Adelboden am 13. Januar 1975.
Im Dezember 2005 hinterliess Mattle seinen Fussabdruck am Place of Fame in Adelboden, wo sich alle Sieger des dortigen Riesenslaloms verewigten.